# Lažánky
Lažánky är en ort i Tjeckien.   Den ligger i regionen Södra Mähren, i den östra delen av landet, 180 km sydost om huvudstaden Prag. Lažánky ligger 408 meter över havet och antalet invånare är 736.
Terrängen runt Lažánky är platt åt nordost, men åt sydväst är den kuperad. Runt Lažánky är det ganska tätbefolkat, med 124 invånare per kvadratkilometer. Närmaste större samhälle är Brno, 18,8 km söder om Lažánky. I omgivningarna runt Lažánky växer i huvudsak blandskog.